# El fallo positivo
«El fallo positivo» es el sexto sencillo obtenido del álbum Aidalai (1991) del grupo de pop español Mecano. Escrita y compuesta por Nacho Cano, la canción fue publicada en España como parte del mencionado álbum el 14 de junio de 1991 y en sus diversas versiones en formatos Maxisencillo y CD-maxi durante el mes de septiembre de 1992.

## Contexto
El 1 de octubre de 1992, año en el que se publicó el tema como sencillo, Nacho Cano apareció en el programa de televisión De tú a tú, presentado por Nieves Herrero en el canal Antena 3, en el cual fue entrevistado y tuvo oportunidad de hablar abiertamente sobre la proliferación de las infecciones por el virus de inmunodeficiencia humana y el síndrome de inmunodeficiencia adquirida (VIH/sida), así como del estigma social que la condición generaba en la sociedad española de la época sobre quienes lo padecían, asegurando en televisión abierta que se hacía la prueba de detección del virus de manera frecuente.
Esta consciencia social sobre la enfermedad y el virus que la ocasiona, la cual alcanzó su mayor incidencia en España en el año 1991, se ve reflejada en la letra de la canción, la cual expone las dificultades de quienes se habían infectado con el virus durante la proliferación de este a finales de los años ochenta y principios de los años noventa.

## Grabación y distribución
El tema fue compuesto y producido por Nacho Cano. Originalmente, la maqueta se titulaba «Sentencia» y fue desarrollada durante las grabaciones de Aidalai, las cuales tomaron lugar entre los años de 1990 y 1991. En entrevista con José Antonio Abellán hecha a los integrantes del grupo sobre el lanzamiento del álbum, Ana Torroja afirmó que tardaron cuatro días para grabar las voces de acompañamiento de la maqueta.
Tras su publicación en septiembre de 1992, el 10 de octubre de ese mismo año alcanzó la primera posición en la lista de Los 40 principales de la emisora Los 40 en España, posición que mantuvo hasta el 17 de octubre de 1992.
Tanto en el maxisencillo en formato de vinilo como en el de disco compacto se incluía un folleto con la letra del tema, así como información sobre el virus del VIH y cómo normalizar el tratamiento para aquellos infectados por el mismo.
En la contraportada de ambos formatos se puede leer el siguiente mensaje: "El cariño y la comprensión hacia los seropositivos y los enfermos de sida refuerza sus defensas, y les hace fuertes, ayudándoles a combatir su enfermedad o evitando que esta llegue a desarrollarse" (sic).

## Versiones alternativas
El fallo positivo fue publicada en una variedad de versiones, sin contar con versiones en idioma distinto al castellano, contando con versiones alternativas en los formatos disco-mix, LP, a capela e instrumental.
La canción fue adaptada por Nacho Cano para el musical Hoy no me puedo levantar, musical basado en las canciones de Mecano y estrenado el 7 de abril de 2005 en el Teatro Rialto de Madrid. 

## Lista de canciones
De los diferentes formatos en que se publicó este sencillo:
Vinilo, 12", 45 RPM, Maxi-Single: "El fallo positivo".
Lado A:
Surco 1 - "El fallo positivo" (versión Disco Mix) / 4:58.
Surco 2 - "El fallo positivo" (versión LP) / 4:00.
Lado B:
Surdo 1 - "El 7 de septiembre" (versión a cappella) / 3:59.
Surco 2 - "El 7 de septiembre" (versión playback sin voz) / 4:00.
CD, Maxisencillo: "El fallo positivo".
Track 1: "El fallo positivo" (versión a cappella) / 3:59.
Track 2: "El fallo positivo" (versión LP) / 4:36.
Track 3: "El fallo positivo" (versión Disco Mix) / 5:02.
Track 4: "El fallo positivo" (versión playback sin voz) / 5:02.

## Posicionamiento en listas
| Lista (1992)                | Mejor posición |
| --------------------------- | -------------- |
| España (Los 40 Principales) | 1              |